# Santiago del Estero (provincie)
 Santiago del Estero  is een van de 23 provincies van Argentinië, gelegen in het noorden van het land. De provincie grenst vertrekkende van het noorden en vervolgens in wijzerszin aan volgende provincies: Salta, Chaco, Santa Fe, Córdoba, Catamarca en Tucumán.
De provinciale hoofdstad is Santiago del Estero.

## Departementen
De provincie is onderverdeeld in 27 departementen (departamentos).

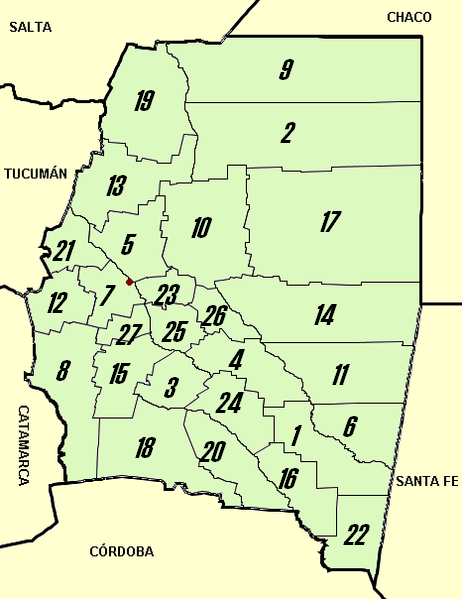
Bestuurlijke indeling van de provincie Santiago del Estero en haar hoofdstad

| Nr. | Departement | Departement                     | Hoofdplaats           | Inwoners | Oppervlakte |
| --- | ----------- | ------------------------------- | --------------------- | -------- | ----------- |
| 1   |             | Aguirre                         | Pinto                 | 7.610    | 3.692 km²   |
| 2   |             | Alberdi                         | Campo Gallo           | 17.252   | 13.507 km²  |
| 3   |             | Atamisqui                       | Villa Atamisqui       | 10.923   | 2.259 km²   |
| 4   |             | Avellaneda                      | Herrera               | 20.763   | 3.902 km²   |
| 5   |             | Banda                           | La Banda              | 142.279  | 3.597 km²   |
| 6   |             | Belgrano                        | Bandera               | 9.243    | 3.314 km²   |
| 7   |             | Juan Francisco Borges (Capital) | Santiago del Estero   | 267.125  | 2.116 km²   |
| 8   |             | Choya                           | Frías                 | 34.667   | 6.492 km²   |
| 9   |             | Copo                            | Monte Quemado         | 31.404   | 12.604 km²  |
| 10  |             | Figueroa                        | La Cañada             | 17.820   | 6.695 km²   |
| 11  |             | General Taboada                 | Añatuya               | 38.105   | 6.040 km²   |
| 12  |             | Guasayán                        | San Pedro de Guasayán | 7.602    | 2.588 km²   |
| 13  |             | Jiménez                         | Pozo Hondo            | 14.352   | 4.832 km²   |
| 14  |             | Juan Felipe Ibarra              | Suncho Corral         | 16.937   | 9.139 km²   |
| 15  |             | Loreto                          | Loreto                | 20.036   | 3.337 km²   |
| 16  |             | Mitre                           | Villa Unión           | 1.890    | 3.667 km²   |
| 17  |             | Moreno                          | Quimilí               | 32.130   | 16.127 km²  |
| 18  |             | Ojo de Agua                     | Villa Ojo de Agua     | 14.008   | 6.269 km²   |
| 19  |             | Pellegrini                      | Nueva Esperanza       | 20.514   | 7.330 km²   |
| 20  |             | Quebrachos                      | Sumampa               | 10.568   | 3.507 km²   |
| 21  |             | Río Hondo                       | Termas de Río Hondo   | 54.867   | 2.124 km²   |
| 22  |             | Rivadavia                       | Selva                 | 5.015    | 3.402 km²   |
| 23  |             | Robles                          | Fernández             | 44.415   | 1.424 km²   |
| 24  |             | Salavina                        | Los Telares           | 11.217   | 3.562 km²   |
| 25  |             | San Martín                      | Brea Pozo             | 9.831    | 2.097 km²   |
| 26  |             | Sarmiento                       | Garza                 | 4.607    | 1.549 km²   |
| 27  |             | Silípica                        | Árraga                | 7.712    | 1.179 km²   |

Buenos Aires · Catamarca · Chaco · Chubut · Córdoba · Corrientes · Entre Ríos · Formosa · Jujuy · La Pampa · La Rioja · Mendoza · Misiones · Neuquén · Río Negro · Salta · San Juan · San Luis · Santa Cruz · Santa Fe · Santiago del Estero · Tucumán · Vuurland, Antarctica en Zuid-Atlantische eilanden
De Argentijnse hoofdstad Buenos Aires valt als federaal district buiten de provinciale indeling.